# Carrer del Cargol (l'Escala)
El carrer del Cargol de l'Escala és un carrer del nucli antic de la població, situat a l'extrem nord del terme en el vessant occidental del la platja. Diverses cases estan incloses en l'Inventari del Patrimoni Arquitectònic de Catalunya.

## Cases als números 4-6
Són uns edificis unifamiliars entre mitgeres de planta rectangular, amb les cobertes a dues vessants de teula i distribuïts en planta baixa i pis. Totes les obertures presents als edificis són rectangulars, estan bastides amb carreus de pedra ben desbastats i tenen les llindes planes.

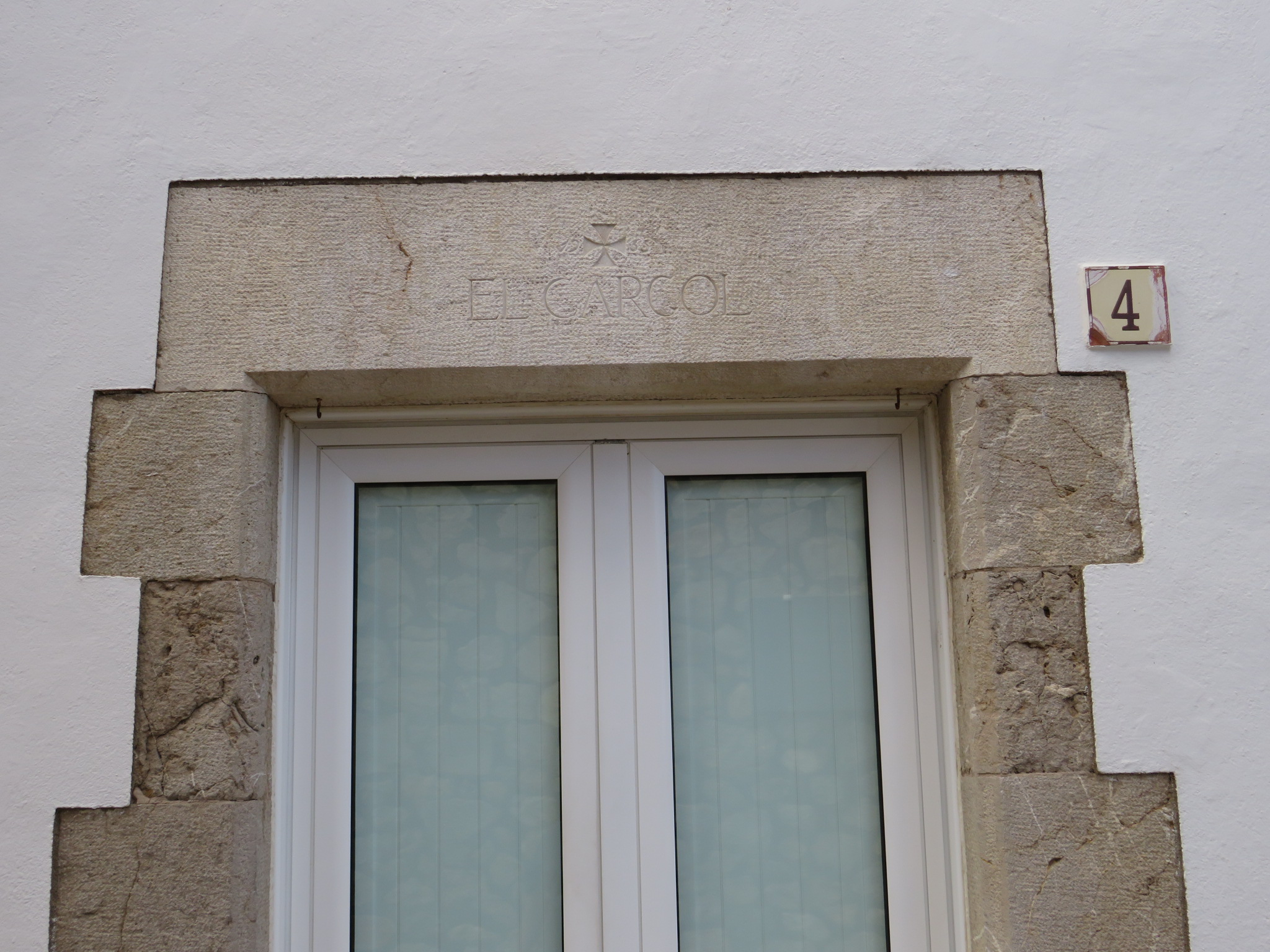
Llinda de la casa El Cargol, al número 4

El número 4 presenta, a la planta baixa, un portal d'accés que presenta la llinda gravada amb una creu i el nom de la casa, EL CARGOL. Als costats hi ha dues finestres de diferent mida. Les finestres situades al pis tenen els ampit sobresortits i motllurats. La central, situada damunt del portal d'accés, presenta una dovella a la part inferior de l'ampit, amb l'any 1768 gravat al mig.
L'edifici del número 6 presenta un portal d'accés amb la llinda gravada amb una creu emmarcada per l'any 1955 i el nom de la casa, PATI-BLANC. A banda i banda, dues finestres amb els ampits sobresortits. Al pis hi ha una finestra aïllada i, al costat, un balcó corregut amb la llosana motllurada i la barana de ferro pintat de color blanc. Hi tenen sortida dos grans finestrals.
La resta dels paraments es troben arrebossats i pintats de color blanc.

## Casa al número 10
És un edifici unifamiliar entre mitgeres de planta rectangular, amb la coberta plana amb terrat, i distribuït en planta baixa i dos pisos. La façana principal presenta, a la planta baixa, un portal d'accés rectangular i una finestra adossada, amb una mateixa llinda correguda formada per una biga de fusta. Al costat, una petita finestra rectangular presenta dues cadenes de ferro a manera de reixa. Al primer pis destaca una finestra balconera amb la barana de fusta i, al segon, un ampli finestral rectangular amb l'ampit de pedra i, al costat, una terrassa amb la barana de fusta. La façana està coronada amb la barana de barrots de fusta del terrat.

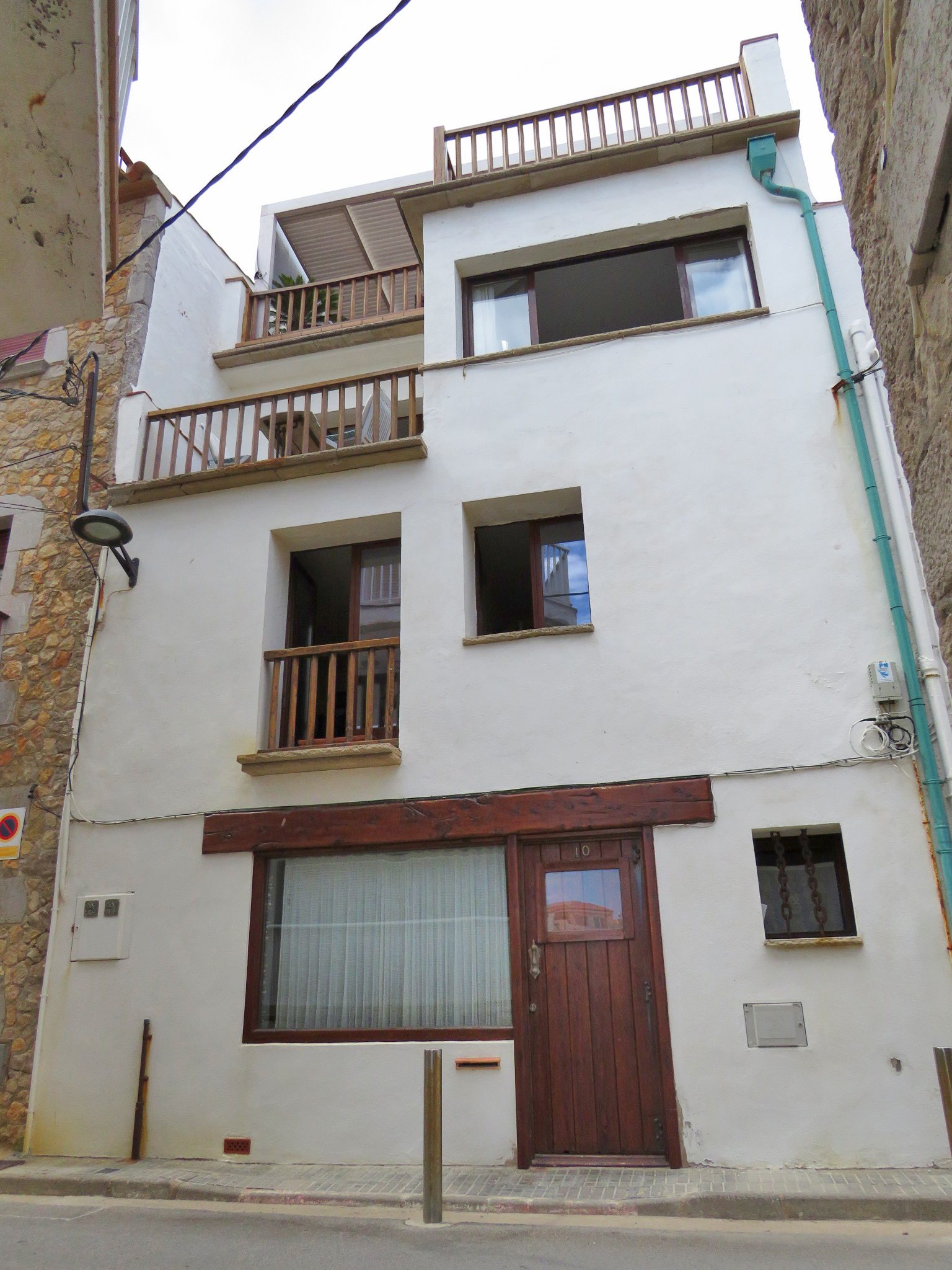
La casa número 10

La resta del parament està arrebossat i pintat de color blanc.

## Història
Les dues cases situades al carrer del Cargol, juntament amb la casa anomenada la Torre, corresponen a edificis reformats que conserven l'estructura del segle xviii.
En el cas de la casa El Cargol, s'aprecia sota l'ampit de la finestra central, una dovella amb la inscripció 1768, data de bastiment de la casa. Posteriorment es va endegar una reforma al segle xx, duta a terme per l'arquitecte Pelai Martínez Paricio. Testimoni d'això és la data 1954, incisa a la llinda monolítica del portal d'accés, sobre el mot El Cargol, que dona nom a la casa. En el cas de la casa Pati Blanc s'aprecia, a la llinda monolítica del portal d'accés, la data 1955, una creu de Malta i el mot PATI-BLANC. Aquesta data correspon a una reforma duta a terme per l'arquitecte Pelai Martínez Paricio.